# Apelsberg

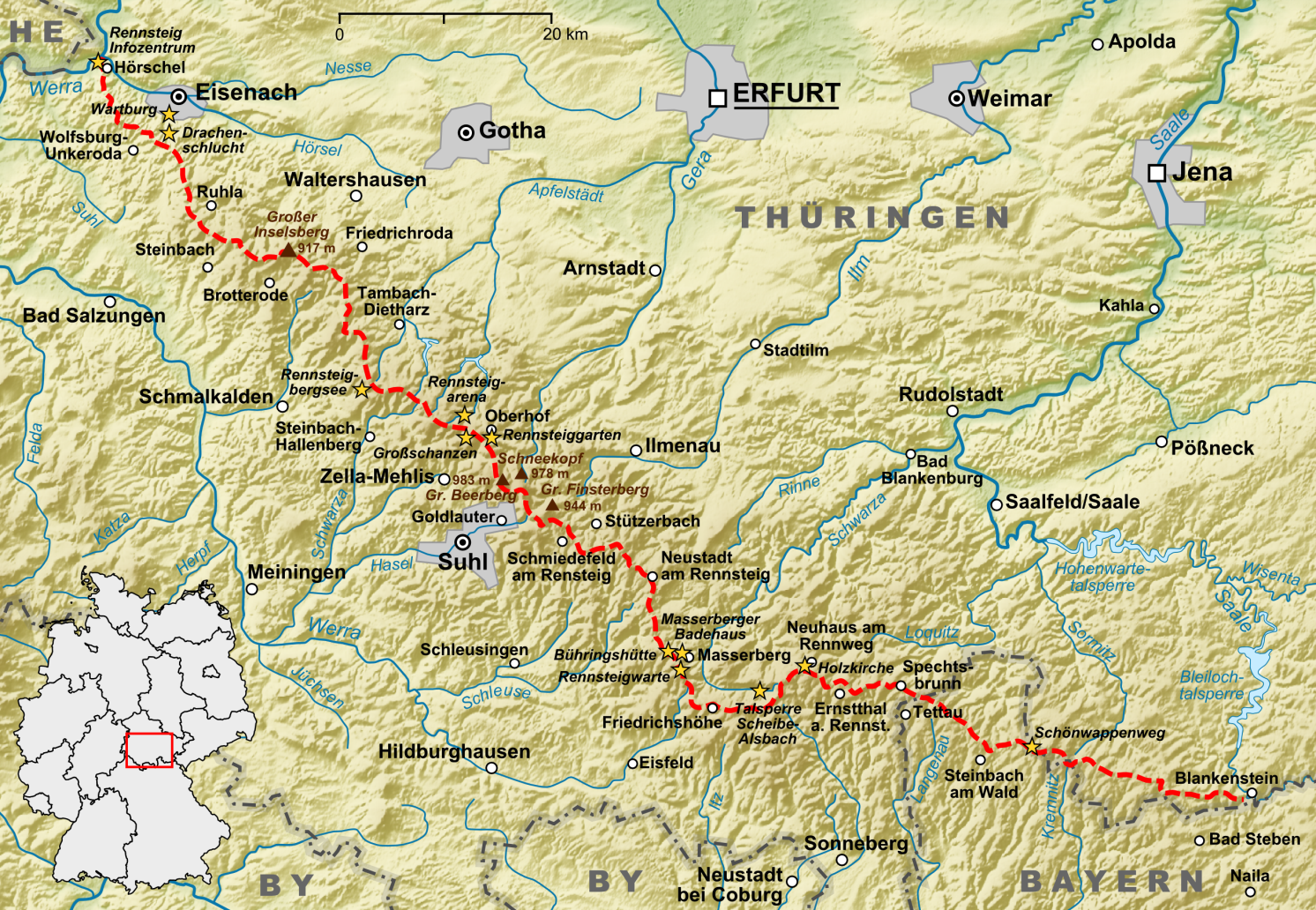
Verlauf des Rennsteigs

Der Apelsberg ist ein 785,3 m ü. NHN hoher Berg des Thüringer Schiefergebirges im Landkreis Sonneberg, Thüringen (Deutschland). 
Er liegt südwestlich des Neuhäuser Ortsteiles Lichte im Naturpark Thüringer Wald und bildet die Wasserscheide im Quellbereich der Lichte zwischen dem Ascherbach und der Kleinen Licht. Nachbarberge sind der Rückersbiel  (755,6 m) im Westen, der Hahnberg (686 m) und der Mutzenberg (769,6 m) im Norden sowie der Rauhhügel (802 m) und der Mittelberg (803,5 m) im Osten.
Der Apelsberg ist der nordöstlichste Ausläufer des Eisenbergmassivs. An der Südseite des Berges verläuft der Rennsteig. Der Kamm liegt im Stadtgebiet von Neuhaus am Rennweg im Landkreis Sonneberg.